# 天久保用水
天久保用水（あまくぼようすい）は、埼玉県さいたま市緑区を流れる用水路である。綾瀬川流域の灌漑用水として江戸時代に開削されたが、近年は浦和美園駅周辺の区画整理事業（みそのウイングシティ）により、水田が宅地化され、下流では用水路としての役目を終え、一部埋め立て（ボックスカルバート化）が進んでいる。

## 概要
見沼代用水東縁から取水し、埼玉スタジアム2002の南側、浦和美園駅の西側を南下してゆき、埼玉高速鉄道沿いを流れる。国道463号に差し掛かると東に折れ、道路の下を暗渠で流れて綾瀬川および伝右川にそそぐ。見沼代用水以前の見沼溜井時代に天久保用水は掘削され、その頃は膝子村付近で見沼の溜まり水を引いていた。長さは2862間（約5.20 km）であったが、近年は流路延長1.6 kmにまで短縮されている。
浦和美園地区では区画整理が行われており、開削当時の姿を保っているエリアも徐々に少なくなっている。特に浦和美園駅西口広場の周辺は暗渠化された。東北自動車道より上流は大宮台地（鳩ヶ谷支台）の縁に沿って流れ、フェンスや護岸以外があるものの、斜面は開削当時のままとなっている。雑草が生い茂っており、夜間は暗い。
取水地点の上野田の字名（小字）、天久保が由来である。かつては寺山地区内で東に分かれ、伝右川を掛け樋で越え、綾瀬川を伏せ越しでくぐり岩槻地区も灌漑していた。灌漑面積は220ヘクタールだった。

## 支流
- 八幡下排水路

## 周辺
- さぎ山記念公園 - 取水点に隣接したあたりは野田のさぎ山があり、公園として整備された。
- 埼玉県立浦和東高等学校
- 浦和学院高等学校
- みそのウィングシティ
- イオンモール浦和美園